# Mylothris ngaziya
Mylothris ngaziya är en fjärilsart som först beskrevs av Charles Oberthür 1888.  Mylothris ngaziya ingår i släktet Mylothris och familjen vitfjärilar. Inga underarter finns listade.

## Bildgalleri

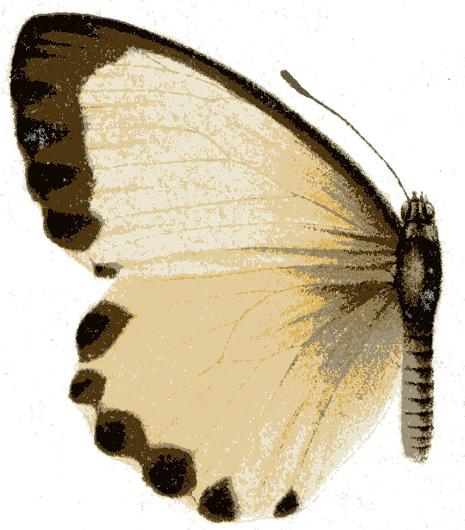
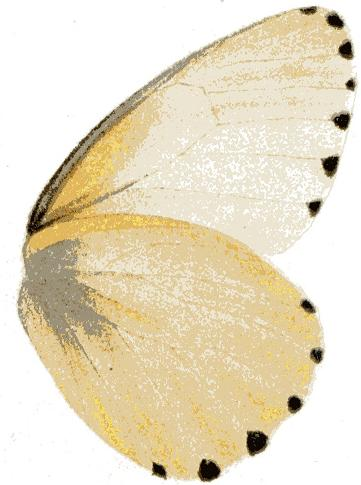
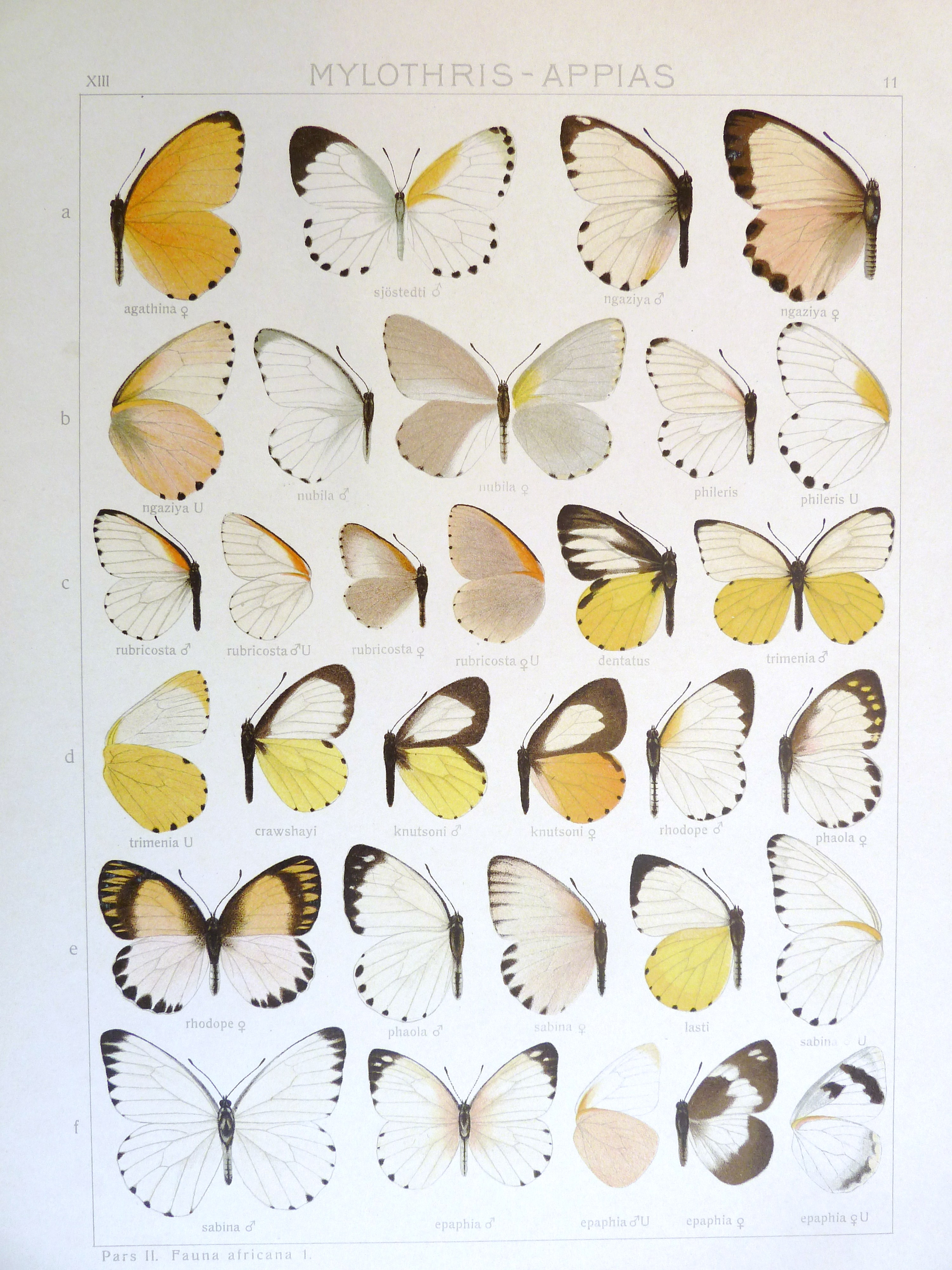